# ASB Classic 1998
L'ASB Classic 1998 è stato un torneo di tennis giocato sul cemento. È stata la 14ª edizione del ASB Classic, che fa parte della categoria Tier IV nell'ambito del WTA Tour 1998. Si è giocato al ASB Tennis Centre di Auckland in Nuova Zelanda, dal 5 gennaio al 10 gennaio 1998.

## Campionesse

### Singolare
Dominique Van Roost ha battuto in finale  Silvia Farina 4–6, 7–6, 7–5

### Doppio
Nana Miyagi /  Tamarine Tanasugarn hanno battuto in finale  Julie Halard-Decugis /  Janette Husárová con il punteggio di 7–6, 6–4